# Hesperapis larreae
Hesperapis larreae är en biart som beskrevs av Cockerell 1907. Hesperapis larreae ingår i släktet Hesperapis och familjen sommarbin. Inga underarter finns listade i Catalogue of Life.